# Brianna Labuskes
Brianna Labuskes, född i Harrisburg i Pennsylvania, är en amerikansk journalist och författare. Hon har gett ut kriminalromaner och historiska romaner. Boken De förbjudna böckernas bibliotekarie har faktabakgrund från nazitidens Tyskland, Frankrike och USA.
Författarens böcker uppges vara bästsäljare, och de är översatta till flera språk.

## Biografi
Brianna Labuskes växte upp i Pennsylvania, där hon senare studerade journalistik vid Penn State University. Därefter arbetade hon under 2010-talet arbetat som redaktör för både olika lokaltidningar och större medier som Politico och Kaiser Health News. Där arbetade hon med politik och statlig styrning.
I slutet av 2010-talet var Labuskes baserad i Washington, D.C. 2023 var hon bosatt i Asheville i North Carolina.

## Författarskap
Labuskes debuterade 2016 med en historisk kriminalroman, One Step Behind, där handlingen är förlagd till London 1812.
Därefter har hon publicerat ett antal romaner i samma genre men med handlingen förlagd till nutid. Huvudpersonerna är kvinnor med olika specialkompetenser. I tre av böckerna återkommer Gretchen White, psykolog och kriminolog, som bidrar till att klara upp svåra fall. Hon har själv ett förflutet där det har förmodats att hon som barn dödat sin släkting. En annan återkommande huvudperson, Raisa Susanto, är rättsmedicinsk expert vid FBI och anlitas i mordutredningar. 

### De förbjudna böckernas bibliotekarie
Med The Librarian of Burned Books (De förbjudna böckernas bibliotekarie) har Labuskes, genom Althea James och via denna unga amerikanska författares upplevelser, skildrat stämningen i Berlin under trettiotalets förkrigstid. Hon är till att börja med okunnigt naiv men kommer att bevittna judeförföljelser och upplever bokbålet 1933, där massorna ledda av unga studenter under hysterisk glädje kastar litteraturen i elden. Hon får också genom nya vänner ta del av såväl det utlevande nattklubbslivet med queerinslag som den spirande motståndsrörelsen, innan hon återvänder till hemlandet.
En av vännerna, Hannah Brecht som varit aktiv i en motståndsgrupp, flyr undan förföljelserna till Paris där hon arbetar på det amerikanska biblioteket. När Frankrike invaderats får hon hjälp att ta sig till USA där hon kommer att arbeta som bibliotekarie på ett bibliotek i Brooklyn. Dess ambition är att bevara alla de böcker som av nazisterna betraktats som förbjudna och bränts.
När USA dragits in i kriget och mängder av unga soldater skickats till fronten har en ung kvinna, krigsänkan Vivian Childs, tagit som sin livsuppgift att bistå the Council of Books in Wartime. Detta är en organisation som trycker upp och skickar böcker till de stridande. Childs motarbetas av Robert Taft. Denne senator har presidentambitioner, är aktiv i att förespråka censur och vill också förhindra soldaternas möjlighet att delta i allmänna val eftersom det skulle var ogynnsamt för hans karriär.
Romanen och dess huvudpersoner är fiktion men har en faktabakgrund. Recensenter ser skrämmande paralleller till nutida rörelser som vill förbjuda skolor och bibliotek att tillhandahålla böcker.

### The Lost Book of Bonn
I The Lost Book of Bonn skickas en amerikansk bibliotekarie till Tyskland för att bistå en organisation som arbetar för att återlämna plundrade värdefulla böcker till deras rätta ägare. När hon upptäcker en dedikation på insidan till en diktsamling väcks hennes intresse. Hon spårar därefter upp två systrar och deras öden efter en stor demonstration där judiska kvinnor under brinnande krig protesterade mot ett Gestapo som fängslat deras makar.